# Khanabad
Khanabad é uma cidade do Afeganistão localizada na província de Konduz.